# ثعبان (لعبة)
سنيك (بالإنجليزية: Snake)‏ هي لعبة فيديو ظهرت في السبعينات من القرن العشرين الميلادي.

## أنواع لعبة الثعبان
هناك نوعان من لعبة الثعبان
رقمية: وتكون في أجهزة الحاسوب والهواتف المحمولة وغيرها.
لوحية: وهي أقدم من الرقمية وتسمى (السلم والثعبان).

## لعبة الثعبان الرقمية
وكما قلنا فهي في أجهزة الكمبيوتر والهواتف المحمولة، تقوم بالتحكم بالثعبان بواسطة أزرار التحكم والتهام الطعام وتجاوز الصعاب للفوز بالمراحل
ألعاب لينكس

## مصدر
1. ↑  الدمية